# جبران، پاکستان
جبران (به انگلیسی: Jabrian) یک منطقهٔ مسکونی در پاکستان است که در خیبر پختونخوا واقع شده‌است. جبران ۱٬۷۲۴ متر بالاتر از سطح دریا واقع شده‌است.